# Apolon (leptir)
Apolon, crvenooki parnasovac ili velebitski apolon (Parnassius apollo) leptir je iz porodice lastinrepaca, bijelih krila promjera 6 cm, s crnim i crvenim pjegama s crnim obrubom. Leti krivudavo kao da u letu neprestano slijeće s cvijeta na cvijet. 

## Gusjenica
Odrasla gusjenica je troma, debela, plavkaste površne. Hrani se lišćem velikog i bijelog žednjaka (Sedum maximum i Sedum album).

## Stanište
Uglavnom živi na planinskim proplancima na visini između 1000 i 2000 m. Zabilježen je na Velebitu. U Hrvatskoj je zaštićena vrsta.